# Nucleu intercalat
Nucleul intercalat sau nucleul intercalar Staderini (Nucleus intercalatus) este un nucleu pereche  simetric format dintr-un grup de celule nervoase situat sub planșeul ventriculului al IV-lea în bulbul rahidian, între nucleul dorsal al nervului vag și nucleul nervului hipoglos, formând o parte din complexul nuclear perihipoglosal.
A fost descris pentru prima dată în 1894 de anatomistul italian Rutilio Staderini (1861 – 1942).